# Фосфины
Фосфины — фосфорорганические соединения, производные фосфина, в которых атомы водорода замещены одним (RPH2 — первичные фосфины), двумя (PHR2 — вторичные фосфины) или тремя (PR3 — третичные фосфины) углеводородными радикалами. Гомологичны аминам.

## Свойства
Низшие фосфины — жидкости, наиболее летучие из которых самовоспламеняются на воздухе, высшие — легкоплавкие твердые вещества с характерным запахом, хорошо растворимы в органических растворителях, нерастворимы в воде.
Фосфины бесцветны, в ИК-спектрах первичных и вторичных фосфинов присутствуют характеристическиая полоса поглощения связи P—H при 2270—2290 см−1. В спектрах ЯМР 31P химические сдвиги сигнала относительно 85 % фосфорной кислоты составляют −110 — −163 м.д. у первичных фосфинов, −40 — −90 м.д. у вторичных и −166 — +7 у третичных, константы спин-спинового взаимодействия у первичных фосфинов — 162—210 Гц, у вторичных — 178—240.

## Реакционная способность
Фосфины являются слабыми основаниями, их основность уменьшается с уменьшением степени замещения: R3P >> R2PH > RPH2. Образуют соли с протонными кислотами и комплексы с кислотами Льюиса; для них также характерно образование комплексов с переходными металлами, в том числе и нульвалентных комплексов.
Подобно аминам, фосфины являются нуклеофилами, третичные фосфины алкилируются, образуя фосфониевые соли:
{\displaystyle {\mathsf {R_{3}P+RHal\rightarrow [R_{4}P]Hal}}}
Первичные и вторичные фосфины присоединяются к карбонильным соединениям, образуя α-гидроксиалкилфосфины:
{\displaystyle {\mathsf {R_{2}PH+R^{1}CHO\rightarrow R_{2}PCH(OH)R^{1}}}}
Под действием щелочных металлов первичные и вторичные фосфины депротонируются, образуя соответствующие фосфиды, которые, в свою очередь, могут быть алкилированы до третичных фосфинов:
{\displaystyle {\mathsf {R_{2}PH{\xrightarrow[{}]{Na}}R_{2}PNa{\xrightarrow[{}]{R^{1}X}}R_{2}R^{1}P}}}
Фосфины легко окисляются, присоединяя кислород:
{\displaystyle {\mathsf {CH_{3}PH_{2}{\xrightarrow[{}]{[O]}}CH_{3}P(O)H_{2}{\xrightarrow[{}]{[O]}}CH_{3}P(O)(OH)H{\xrightarrow[{}]{[O]}}CH_{3}P(O)(OH)_{2}}}}
{\displaystyle {\mathsf {(CH_{3})_{2}P{\xrightarrow[{}]{[O]}}(CH_{3})_{2}P(O)H{\xrightarrow[{}]{[O]}}(CH_{3})_{2}P(O)OH}}}
{\displaystyle {\mathsf {(CH_{3})_{3}P{\xrightarrow[{}]{[O]}}(CH_{3})_{3}PO}}}
Аналогично протекает реакция третичных фосфинов с серой, при этом образуются фосфинсульфиды:
{\displaystyle {\mathsf {(CH_{3})_{3}P+S\rightarrow (CH_{3})_{3}PS}}}
Первичные и вторичные фосфины галогенируются с образованием соответствующих галогенфосфинов:
{\displaystyle {\mathsf {R_{2}PH+Cl_{2}\rightarrow R_{2}PCl+HCl}}}
Третичные фосфины при реакции с галогенами образуют дигалогенфосфораны:
{\displaystyle {\mathsf {R_{3}P+Cl_{2}\rightarrow R_{3}PCl_{2}+D}}}
аналогично, с образованием галогенфосфоранов, идет и галогенирование галогенфосфинов.

## Синтез
Реакция фосфина с галогенуглеводородами (соотношение продуктов зависит от условий протекания):
{\displaystyle {\mathsf {PH_{3}{\xrightarrow[{}]{CH_{3}I}}CH_{3}PH_{2}+(CH_{3})_{2}PH+(CH_{3})_{3}P+[(CH_{3})_{4}P]^{+}I^{-}}}}
Из солей фосфония:
{\displaystyle {\mathsf {PH_{4}I+CH_{3}I\rightarrow CH_{3}PH_{2}+2HI}}}
По реакции Гриньяра:
{\displaystyle {\mathsf {PCl_{3}+3RMgCl\rightarrow R_{3}P+3MgCl_{2}}}}

## Применение
Трифенилфосфин применяется как лиганд в металлорганических комплексах, используемых в качестве катализаторов гидрирования (катализатор Уилкинсона) и в реакции Соногаширы.

## Токсикология и безопасность
Фосфины ядовиты.